# Єлизаветинська драма
Єлизаветинська драма — епоха (період з 80 — 90-х років XVI століття до 20-х років XVII століття) підйому англійського драматичного театру. За традицією цей період пов'язують із творчістю Шекспіра. Однак не меншу роль у розвитку англійської драми відіграли і його талановиті сучасники-драматурги.
Історики театру виділяють три основних етапи розвитку англійської драми кінця XVI — першої половини XVII століття: ранній (кінець 80-х років XVI ст. — початок XVII ст.), зрілий (початок XVII ст. — початок 20-х років) й пізній (початок 20-х років до закриття театрів у 1642 році). В Англії прийнято поділ на єлизаветинських, яковітських та карлітських драматургів.

## Витоки англійської драми
В останню чверть XVI століття на тлі перемог над внутрішніми та зовнішніми ворогами й усунення загрози протестантській короні відбувається остаточне об'єднання нації. Розвиток промисловості й торгівлі, особистого підприємництва призводить до посилення нового класу — буржуазії. У цей час з'являється нова форма мистецтва, доступна усім прошаркам населення. Англійський театр народився із сполучення трансформованих народної (втіленої у містерії) та вчено-гуманістичної (з опорою на античність) традицій, світського сюжету (мораліте), живого відгуку на сучасні події та професійної гри акторів.
Постановкою містерій у середньовіччі в Англії займались ремісничі гільдії. Для містерій були характерні реалізм і трохи брутальний гумор. Завдяки цим нехитрим анонімним п'єсам на релігійні сюжети, що грали на свята з початку XIV століття й до епохи Реформації, у містах укорінились традиції народної драми. Згодом з'явились мораліте — форма світської п'єси, в якій через алегорії викладається шляхетний урок. У мораліте людські вади та якості були персоніфіковані, серед персонажів зустрічаються Зло, Задоволення, Стійкість, Мудрість. Різновидом мораліте була інтерлюдія — жанр спостереження за повсякденним життям, коротка розважальна п'єса, що гралась у перервах великих постанов. З плином часу інтерлюдія перетворюється на аристократичну форму мораліте більш вишукану, ніж постанови для простого люду. З Реформацією в мораліте з'являються співзвучні до цього бурхливого часу сюжети політичні та релігійні. В «Інтерлюдії Божественного промислу» її автор Джон Бойл зачіпає питання свободи волі та шляхетності. «Інтерлюдія…» нагадує проповідь, але відрізняється від сухих і дидактичних середньовічних мораліте ретельністю оздоблення.

## Актори
Бродячі акторські трупи були нечисленними і складались тільки з чоловіків, жіночі ролі виконували юнаки. По ходу п'єси один актор міг виконувати три-чотири ролі. Постанови давались на постоялих дворах чи в будівлях типу шапіто — збереглось креслення подібної споруди для мораліте «Замок Стійкості», датоване XV століттям. Нерідко акторів запрошували до замків аристократів. Найуспішніші акторські трупи заручались покровительством знатних людей — це рятувало від звинувачень у злидарюванні. Такі актори мали право носити лівреї з кольорами аристократа та йменувались його слугами. За законом, ухваленим 1572 року, лише такі акторські трупи мали право на існування.

## Перші лондонські театри

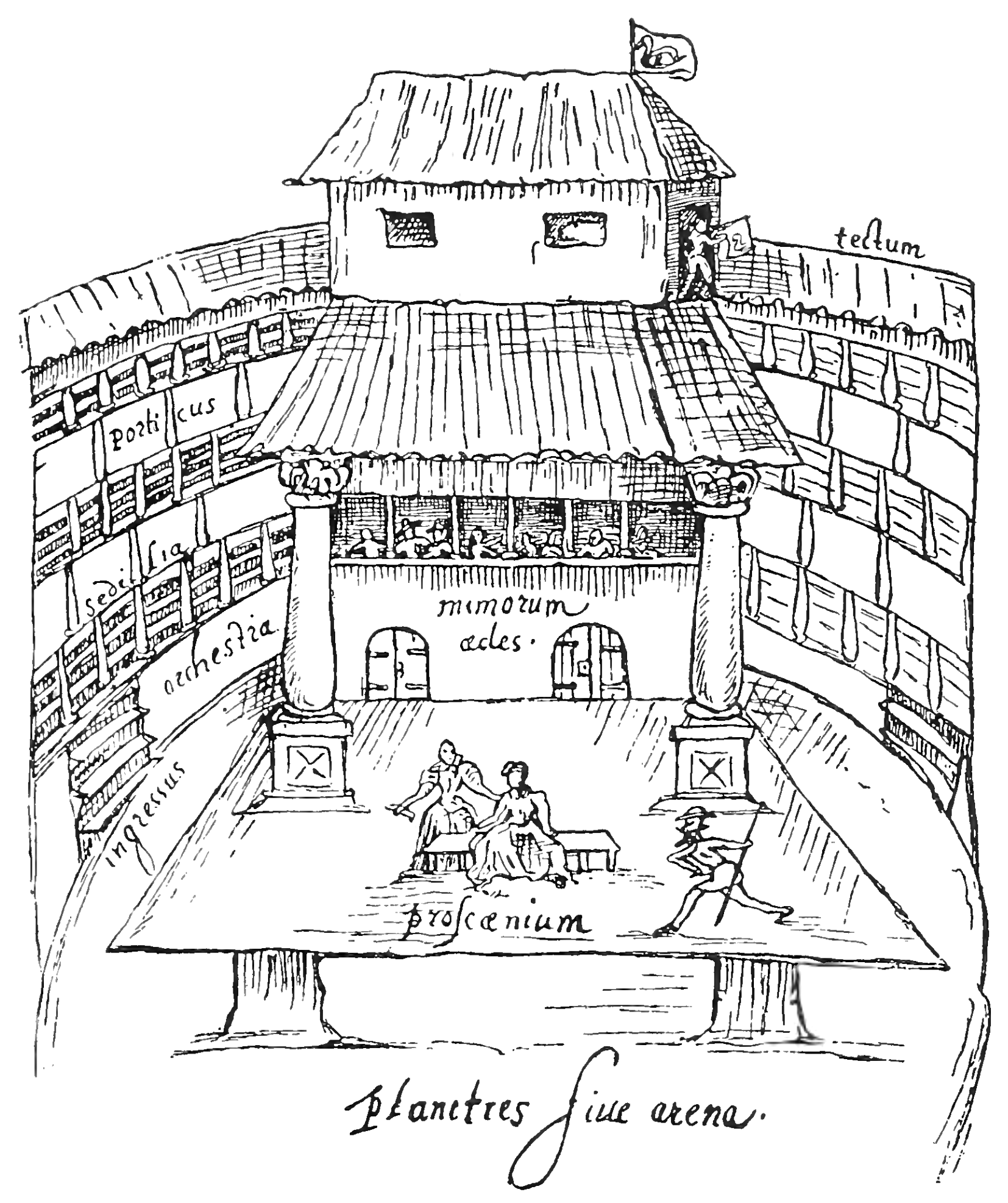
Театр «Лебідь». 1596. Єдине зображення внутрішнього устрою єлизаветинського театру, що збереглось донині

Перша загальнодоступна театральна будівля в Лондоні з'явилась 1576 року за межею міста у Шордичі. Театр, що отримав назву «Театр», був збудований Джеймсом Бербеджем на зразок гостинного двору, де ставили свої постанови трупи бродячих акторів. В «Театрі» грала трупа «слуги лорда-камергера», яку очолював син Джеймса Бербеджа Річард. У 1598 році власник землі, де розташовувався «Театр», підвищив орендну платню. Будівлю було розібрано, будівельний матеріал використовували для спорудження нового театру, що отримав назву «Глобус», на іншому березі Темзи.
До 1592 року в Лондоні було вже три театри. Всі вони розташовувались за межами міста: міська рада, в якій були сильними позиції фанатично налаштованих пуритан, вважав театри розсадниками чуми, окрім того вони були місцем скупчення великої кількості публіки, яка не завжди була добре налаштована. Проте сама королева любила театр й міській владі доводилось із цим миритись. Спектаклі давались у загальнодоступних театрах під тим приводом, що акторам потрібно проводити репетиції п'єс перед викликом до королівського двору. Виступи при дворі були престижними, але основний прибуток давали саме загальнодоступні театри.
Театр був популярною розвагою не лише аристократів, але й нижчих шарів суспільства. Успіх драми як видовища пояснюється формою, запозиченою у народних вистав, зверненням до почуття патріотизму публіки, злободенністю: події, що хвилювали глядачів не раз ставали сюжетом вистави.

## Драматурги— попередники й сучасники Шекспіра
Яким би не був сильним вплив на розвиток драми національних форм театру й народних переказів, безсумнівний і вплив традиції античності. Система освіти у той час включала до себе і ознайомлення з античною комедією та трагедією (Плавт, Сенека). У школах та університетах п'єси писались та розігрувались учениками й викладачами. Перші п'єси єлизаветинського театру були створені любителями — вихованцями шкіл баристерів (Судових Інн) в Лондоні. Трагедія «Горбодук» (1561) з сюжетом з «Історії бриттів» Гальфріда Монмутського про протистояння королівських синів, що завершилось громадянською війною, створена Томасом Нортоном і Томасом Севілом для постановки в Іннер Темпл — одній зі шкіл баристерів. Це перший драматичний твір, написаний білим віршем, винайденим графом Сурреєм.
З античної драми до англійського театру прийшов хор чи персонаж, якому надано функції хора. Наприклад, у «Горбодуку» подібно до п'єс Сенеки, призначених для читання, про жахіття громадянської війни, що відбуваються поза сценою, розповідається, а у «Генріху V» хор вибачається за те, що театр «Глобус» не може показати події у справжньому масштабі. Відсутність постановочних ефектів та декорацій змушувала приділяти більшу увагу змісту п'єси та грі акторів, що дало додатковий стимул до розвитку драматичного мистецтва.
Драма стала способом заробітку грошей для людей з університетською освітою, яки з тих чи інших причин не могли зробити світську чи церковну кар'єру. Так першими англійськими драматургами стали памфлетисти Роберт Грін, Томас Неш, Джордж Піл, Томас Кід, які писали народні драми. На відміну від них Джон Лілі створював витончені комедії, які ставились в основному при дворі. Для розваги глядачів він першим з єлизаветинських драматургів почав вставляти у п'єси, написані римованим віршем, невеликі прозаїчні інтермедії, що являли собою дотепні діалоги. Завдяки роману Лілі «Евфуес» в моду увійшла куртуазна мова, якою розмовляла аристократія. Цією самою складною мовою написано драми єлизаветинського театру.
Автор писав п'єсу для трупи, чиєю власністю і ставала праця драматурга. З цього моменту автор не міг контролювати свій твір — передача його третім особам, постановка, зміни, публікація, — все це здійснювалось без його згоди. Піратство видавців завдавало серйозних збитків театрам. Рукописи п'єс або викрадались, або на виставу приходили спеціально найняті люди й записували текст, причому часто зміст твору перекручувався до невпізнанності.
Домагаючись ефектності постанови, драматурги збільшували кількість дійових осіб, вигадували безліч вставних епізодів, що породжували сюжетну плутанину, поступались правдоподібністю. Нерідко заради успіху до вистав включались сцени жорстокості, насилля.

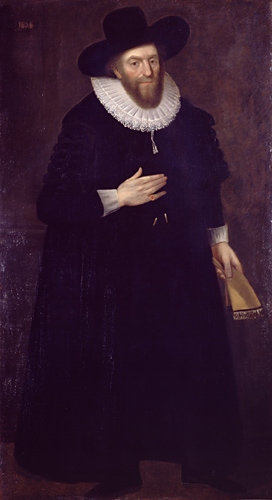
Актор Едуард Аллен. Прославився як виконавець головних героїв у п'єсах Марло

Із п'єсами Крістофера Марлоу на англійській сцені вперше з'являється справжній драматичний герой — сильна яскрава особистість, в якій вирують пристрасті. Марло покінчив із сюжетним безладдям, що панувало на англійській сцені — у «Тамерлані» (1586) він вводить єдність дії. Але головна чеснота драм Марло у поетичній мові, прекрасній та ліричній проникливості та пафосній риториці. Завдяки Марло єлизаветинська драма надбала свободу й різноманітність висловлення: трагедія «Тамерлан» написана п'ятистопним неримованим ямбом, — розміром, що надзвичайно підходить для англійської мови, бідної на рими. Рима тепер використовується тільки у вставних епізодах, прологах та епілогах, для виділення деяких частин п'єси.
Пізніше драма орієнтувалась на смак більш вибагливого та освіченого глядача. За правління Якова I серед знаті був дуже популярним театр масок. Акторами виступали придворні, на сцену допускались також і жінки. Вистави театру масок при дворі оформлювались із розмахом: пишні костюми й декорації створювались за ескізами «англійського Палладіо» — Ініго Джонса. Він винайшов машину, що обертала сцену (machina versatilis), створив першу в Англії арку просценіуму. З драматургів, що писали для загальнодоступних театрів у жанрі масок довгі роки успішно працював Бен Джонсон. Такі п'єси щедро оплачувались при тому, що звичайний гонорар драматурга за п'єсу для міського театру становив 6—7 фунтів. За правління Карла I вже небагато п'єс писалось саме для загальнодоступних театрів, — їх же репертуар складали твори, створені у попередні роки.

## Пізній період
З кінця 90-х років XVI століття поряд із загальнодоступними (відкритими) театрами відновили свою діяльність так звані закриті театри. В них грали діти (хлопчики), що здобули музичну освіту у хорових капелах. Публіка, яка відвідувала ці театри, квитки в яких були набагато дорожчими, а кількість місць меншою, ніж у загальнодоступних, належала здебільшого до забезпечених шарів населення. Ще у першому десятилітті XVII століття між закритим і відкритим театрами відміни були не надто помітними: у них ставились одні й ті самі п'єси, одні й ті самі драматурги писали для обох видів театрів. Однак пізніше почався процес розділення англійської драми на тлі поляризації суспільства, що відбилось також і на культурі. Разом із єлизаветинською Англією згаснув і ентузіазм, що поєднав колись усі шари суспільства. Кавалерам (прибічникам короля) протистояли пуритани, найсуворіші з яких заперечували усю світську культуру як порочну. 20-ті — 30-ті року ознаменувались посиленням аристократизації театру.
Вплинула на англійську драму і криза ідей Відродження. Відчуття руйнування ренесансних ідеалів, антропоцентричної моделі Всесвіту, розпаду звичного миру, посилили нові наукові та географічні відкриття. Художники того часу, кожен по-своєму, намагались знайти нове місце людини у навколишньому середовищі, що часом було ворожим до неї. Тепер у полі зору був не лише внутрішній світ окремої особистості, але й її взаємини з суспільством.
На думку дослідників, найбільш значущим із молодших сучасників Шекспіра в англійському театрі був Бен Джонсон. Свої уявлення про розвиток англійської драми він залишив у нарисах та передмовах до п'єс. Його розуміння драматургії, — тут він йшов за ідеями Філіпа Сідні, висловленими у «Захисті поезії», — близьке до естетики класицизму, хоча Джонсон не уникнув і впливу ман'єризму. Він критикував англійський театр за відрив від життєвих реалій, відсутність раціонального начала й суспільно-виховної функції. Відповідно до розробленої ним «теорії гуморів», Джонсон у своїх комедіях спростив зображення характерів дійових осіб, усіляко виділяючи одну, основну рису, що вносить дисгармонію в особистість людини. Відійшовши від багатогранності людського характеру, він домагався сатиричної гостроти й досягав максимального узагальнення в образах персонажів. Навіть у трагедіях Джонсона є сатиричне начало: попри те, що він як знавець античності, з великою точністю відтворював на театральних підмостках Стародавній Рим, його «Падіння Сеяна» й «Змова Катиліни» звернені до сучасного глядача.